# باباشاه اصفهانی
باباشاه اصفهانی معروف به باباشاه عراقی، ملقب به رئیس‌الرؤسا معاصر شاه عباس صفوی و از معروفترین خوشنویسان سده دهم بوده و تا آن زمان کسی به درجهٔ او نرسیده بوده‌است. از زمان سلطنت شاه طهماسب تا دوره شاه عباس کبیر در عراق و خراسان در کتابت نستعلیق استاد مسلم شناخته شده‌است.

## زندگی
برخی او را از مردم کوهپایه اصفهان دانسته‌اند که در اصفهان نشو و نما یافته. باباشاه در اصفهان به انزوا می‌گذرانید و جز با اهل حال با کسی تکلم نمی‌کرد مگر به حسب ضرورت و از روی کدورت. او مردی موحد و سالکی مجرد، طالب کمالات و صاحب حالات بود.
به سبب اخلاق درویشانه از نزدیکی با سلاطین و امرا پرهیز می‌کرد و روزگار را در گوشه نشینی به کتابت می‌گذرانید. اجرت هر هزار سطر کتابت او، گویا سه تومان بوده‌است. باباشاه را شاگرد سید احمد مشهدی دانسته‌اند. بعضی از تذکره‌ها نیز او را شاگرد میرعلی هروی (متوفی ۹۵۲) دانسته‌اند، ولی با ملاحظه سال وفات و عمر کوتاه او این ادعا از نظر تاریخی درست به نظر نمی‌آید.
باباشاه در جوانی به سال ۹۹۶ در مسافرتی که به عراق داشته در بغداد کشته شده‌است. و همان‌جا دفن گردید. اما به روایتی دیگر در سال ۱۰۱۰ق زنده بوده‌است.

## خوشنویسی

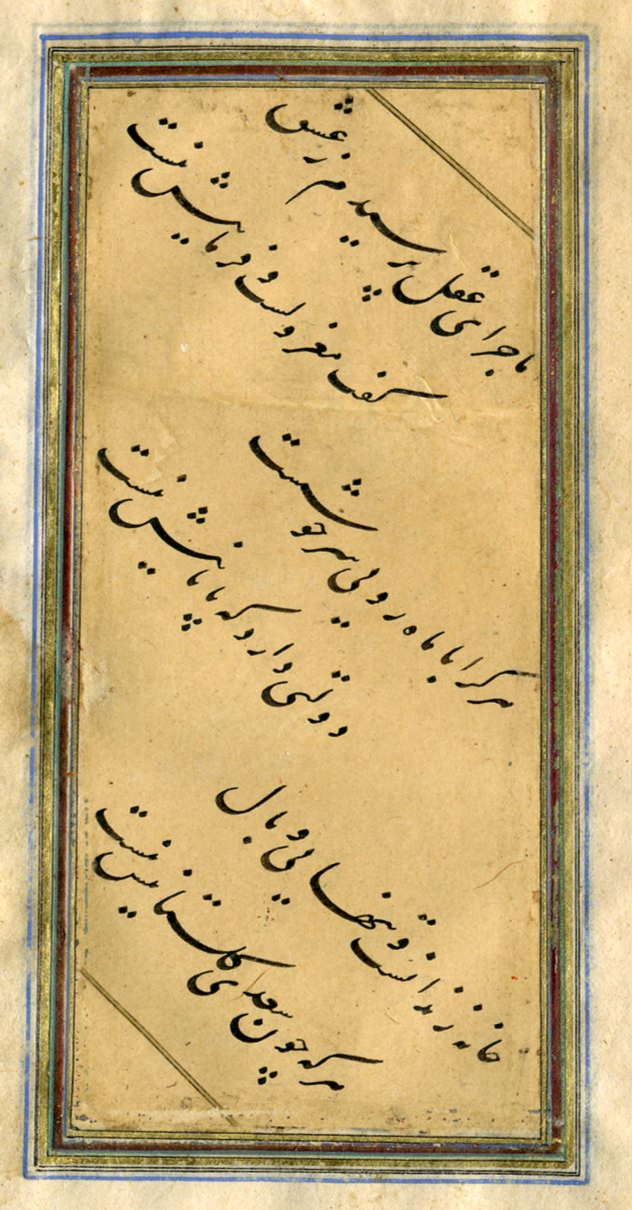
صفحه‌ای از «جنگ اشعار» به خط باباشاه اصفهانی. کتابخانهٔ ملی ملک.

باباشاه در عصر خود از مشهورترین خطاطان بوده‌است و خطش را به «عذوبت» و پختگی و لطافت ستوده‌اند و نوشته‌های او را «به قیمت اعلی» می‌خریدند. بسیاری معتقدند که باباشاه پس از میرعماد بهترین نستعلیق است.
در دوران خودش در خط نستعلیق سرآمد بوده‌است. رساله منثور «آداب‌المشق» که دربارهٔ خوشنویسی است و برخی آن را به میرعماد منسوب کرده‌اند اثر اوست و نسخه اصل آن در کتابخانه دانشگاه پنجاب لاهور نگهداری می‌شود.

## شعر
باباشاه شعر نیز می‌سروده و تقی اوحدی نوشته‌است که «حالی» تخلص می‌کرده‌است. نمونه‌هایی از اشعار او در برخی از تذکره‌ها آمده‌است.
این بیت از اوست:
| چه دیده‌اند گدایان عشق از در دوست |  | که هر دو عالم‌شان در نظر نمی‌آید |

این رباعی از او است:
| واحد چو بکثرت آورد روی ظهور |  | گردد به حجابات مراتب مستور      |
| تکرار وجود ماست این مرتبه‌ها |  | مائیم بتکرار خود از خود شده دور |

## آثار
منظومه‌ای در آداب خوشنویسی بدو نسبت داده‌اند. رساله آداب المشق نیز که به خطا به میرعماد (متوفی ۱۰۲۴) نسبت داده شده از باباشاه اصفهانی است. این رساله را محمد شفیع براساس نسخه محفوظ در کتابخانه دانشگاه پنجاب چاپ کرده‌است
آثار او بین سال‌های ۹۷۷ و ۹۹۴ ه‍.ق دیده شده که بیشتر به قلم کتابت و همگی در نهایت قدرت و شیوایی است. از باباشاه، که به «کتابت» بیش از «قطعه نویسی» گرایش داشت، چند قطعه در کتابخانه‌های ترکیه هست، و نسخه‌های متعددی از آثار ادبی فارسی را که به خطّ اوست در برخی از کتابخانه‌ها می‌توان یافت.